# Cryptachaea uviana
Cryptachaea uviana là một loài nhện trong họ Theridiidae.
Loài này thuộc chi Cryptachaea. Cryptachaea uviana được Herbert Walter Levi miêu tả năm 1963.